# Deinbollia pycnophylla
Deinbollia pycnophylla là một loài thực vật có hoa trong họ Bồ hòn. Loài này được Gilg ex Engl. mô tả khoa học đầu tiên năm 1921.